# Белослава
Белослава (Белослава Бориславова Йонова) е българска певица, текстописец и музикален продуцент. Нейна майка е актрисата Анета Сотирова.

## Биография
Белослава е родена на 10 юли 1974 г. в София, България. Тя е дъщеря на Анета Сотирова и психиатъра Борислав Стоянов.
Средното си образование завършва в СОУ А.С.Пушкин, гр. София. Още от детска възраст се занимава с пеене и свири на пиано, като повече от 10 години е част от детския радиохор на Българско национално радио. Завършва Държавната музикална академия „Проф. Панчо Владигеров“ (факултет „Поп и Джаз“ със специалност „Пеене“ в класа на професор Найден Андреев) и „Рекламна фотография“ в Лос Анжелис САЩ. След завръщането си в България, Белослава се отдава изцяло на музиката.

## Музикална кариера
Музикалната кариера на Белослава започва през 1998 г, когато сформира своя група, носеща името „Трип“. Кадифеният и топъл глас, както и стилът ориентиран към соул и джаз музиката, провокират пресата да определи Белослава като „бялата негърка“ на българската музикална сцена. Сама пише текстовете на песните си.
През 2001 г. излиза дебютният и първи студиен музикален албум на Белослава – „Улици“. Aвтори на музиката и аранжиментите в него са Живко Петров и Петър Дундаков. Междувременно Белослава основава своя звукозаписна компания BlueBubu Music. На 1 декември 2005 г. на музикалния пазар се появява и вторият музикален албум на Белослава „Слушай ме“. Към него са заснети общо шест видеоклипа, чиито автори са Теди и Темелко Темелкови, Васил Стефанов и Валери Милев. Третият поред музикален албум „Когато има защо...“ излиза през 2012 г. Четири години по-късно, през 2016 г. излиза четвъртият поред музикален албум, носещ името „Красотата“. За разлика от предходните, той е двоен. В него като автори на музиката се включват Антони Рикев, Живко Петров и Явор Коен. Видеоклиповете са общо пет и са дело на Неда Морфова, Темелко Темелков, Васил Стефанов, Бойко Щонов.
В концертната и студийна дейност на Белослава участие взимат Живко Петров (пиано), Петър Дундаков от „Тибетски сърца“, Димитър Карамфилов (контрабас, бас китара), Петър Славов (младши) (контрабас), Мирослав Иванов (китара), Димитър Семов (барабани), Росен Захариев (тромпет, перкусии), Георги Станков – Хорхе (китара), Шибил Бенев (китара), Антони Рикев (китара), Николай Данев – (барабани), Радослав Славчев (бас китара), Елена Кокорска (певица), Александър Славчев (певец), Лили Йончева (перкусии), Мартен Роберто (диджей), Деси Андонова (диджей, певица) и др.
Белослава има съвместни музикални проекти с популярни изпълнители, като Ъпсурт, Графа, Васил Петров, Мария Илиева, Орлин Павлов, Спенс, Бобо, Вензи, Любо Киров, Стефан Вълдобрев, Рут Колева, Стан Колев (диджей), Sound Solutions, Tri O Five и др.
Активната творческа биография на Белослава включва участия на престижни форуми като: A to Jazz Festival, Международен Джаз Фестивал Банско, Sofia Jazz Peak, Plovdiv Jazz Fest, както и традиционния Аполония (фестивал). В края на 2013 г. Белослава, Мария Илиева, Орлин Павлов и Любо Киров участват в Акустичен концерт „Ние избрахме музиката“, по идея на Живко Петров и провел се в Зала 1 на НДК. През 2014 г. Белослава, Лили Йончева и Natalie Stewart (известна като The Floacist) изнасят съвместен концерт в Hideaway (джаз клуб) – Лондон, Великобритания. През същата година се ражда идеята за съвместни концерти на Белослава, Рут Колева и Миленита, като всяка от тях представя своите собствени музикални проекти. Концертите се превръщат в традиция и се провеждат всяка година по няколко пъти. На 29 юни 2014 г. Белослава е гост изпълнител на концерт на „Lufthansa Orchester“. Събитието е проведено на нетрадиционно място – самолетен хангар на Аерогра „София“ преобразен в концертна зала. През 2015 г. и 2016 г. Белослава е гост на Plovdiv Jazz Fest и заедно с Хилда Казасян, Андрония Попова и Мирослава Кацарова представят музикалните проекти "Четири дами пеят JAZZ“ (2015) и „Четири дами пеят BOSSA NOVA“ (2016).
Белослава участва в българските дублажи на филмите „Весели крачета 2“, „Роботи“, където си партнира с Руши Виденлиев, както и „Мечо Пух“.

## Дискография

### Студийни албуми
| Година | Албум              | Формат                                     | Издател                  | Дата на издаване |
| ------ | ------------------ | ------------------------------------------ | ------------------------ | ---------------- |
| 2016   | Красотата          | 2 × CD, Album, Threefold, Cardboard Sleeve | BlueBubu Music           | 23 април 2016    |
| 2012   | Когато има защо... | CD                                         | BlueBubu Music           | 25 април 2012    |
| 2005   | Слушай ме          | CD                                         | BlueBubu Music & JPMusic | 1 декември 2005  |
| 2001   | Улици              | CD                                         | AveNew Productions       | 13 ноември 2001  |

### Сингли
| Година           | Албум              | Изпълнители                             | Заглавие на песен            | Текст на песен Видеоклип | Забележка |
| ---------------- | ------------------ | --------------------------------------- | ---------------------------- | ------------------------ | --- |
| 2018             | -                  | Белослава                               | Дай ми време                 |                          | Музика: Белослава, Антони Рикев Аранжимент: Антони Рикев Текст: Белослава |
| 14 април 2016    | Красотата          | Белослава с участието наГрафа           | Сън                          |                          | |
| 16 март 2016     | Красотата          | Белослава                               | Мама                         |                          | |
| 24 декември 2015 | Красотата          | Белослава с участието наЕлена Кокорска  | Красотата                    |                          | |
| 23 март 2014     | Красотата          | Белослава                               | Няма                         |                          | |
| 16 декември 2013 | Красотата          | Белослава с участието наВензи           | Времето за мен си ти         |                          | |
| 2010             | Когато има защо... | Белослава                               | Празен поглед                |                          | |
| 2011             | Когато има защо... | Белослава с участието наMichael Flaming | Super girl                   |                          | |
| 2011             | Когато има защо... | Белослава                               | Why                          |                          | |
| 2009             | Когато има защо... | Белослава с участието наОрлин Павлов    | Всяка година по същото време |                          | Песента е част от едноименния спектакъл на Малък градски театър „Зад канала“, чиято премиера е през месец ноември 2009 г. Музика и аранжимент: Живко Петров текст: Матей Стоянов микс: студио „Тринити“. |
| 25 март 2007     | Слушай ме          | Белослава                               | Бягай от мен                 |                          | Официално представяне на Годишните музикални награди на БГ радио през 2007 г. |
| 2005             | Слушай ме          | Белослава                               | Искам с теб                  |                          | |
| 2003             | Слушай ме          | Белослава                               | Слушай ме                    |                          | |
| 2001             | Улици              | Белослава                               | Улици                        |                          | |
| 2001             | Улици              | Белослава                               | Между две луни (remix)       |                          | |

### Съвместни проекти
| Година | Изпълнители                                                               | Заглавие на песен                                                      | Издател                          | Текст на песен Видеоклип                                  | Забележка |
| ------ | ------------------------------------------------------------------------- | ---------------------------------------------------------------------- | -------------------------------- | --------------------------------------------------------- | --- |
| 2019   | Белослава                                                                 | Чистичко дете бъди Архив на оригинала от 2020-08-07 в Wayback Machine. | Mastilo music                    |                                                           | Песента е част от албума „ПОЛЕЗНИ НАВИЦИ 2019“. Текст: Илия Деведжиев, Музика: Вики от Мастило Премиера на песента – 20 ноември 2019 |
| 2019   | Графа, с участието на Белослава                                           | ДА                                                                     | Monte music                      |                                                           | Песента е част от албума „СТРАНИЧЕН НАБЛЮДАТЕЛ“. Премиера на песента – 30 май 2019 |
| 2019   | Ицо Хазарта, с участието на Белослава                                     | Сърцето на хлебарката                                                  | Facing the sun                   |                                                           | Песента е част от албума „НЕПРАВИЛЕН РАП“ представен официално в Sofia Live Club на 18 май 2019 |
| 2016   | Белослава                                                                 |                                                                        | Mastilo music                    |                                                           | Песента е част от албума „ПЕСНИЧКИТЕ НА БИБИ И МИМИ 2016“. Премиера на песента – 2016 |
| 2015   | Мартен Роберто, Николай Данев с участието на Белослава Александър Славчев | Love story                                                             | Music Clinic Records             |                                                           | 19 юни 2015 |
| 2013   | Белослава                                                                 | Durme, Durme                                                           |                                  | Текст                                                     | От ТВ сериал Недадените продукция на БНТ и продуцентска къща „Артишок“, 2013 г. Аранжимент: Стефан Вълдобрев |
| 2013   | Sound Solutions с участието на Белослава, Деси Андонова                   | Step & Dance                                                           |                                  |                                                           | Песента е част от компилацията Various ‎– Sweet Summer Soul 2014 – TGEE Records 1st Anniversary Compilation издател:TGEE Records дата: 3 август 2014г. |
| 2012   | Sound Solutions с участието на Белослава, Деси Андонова                   | Early Morning                                                          |                                  |                                                           | Песента е част от албума Various ‎– Vilarte Vol. 1 – Established 2006 дата: 28 май 2012 Composer: Iasmin Issinov Music & Arrangement: Iasmin Issinov & Ognian Gurkov / QJ Lyrics & Vocals: Beloslava & Desy / Phuture Shock / Keyboards: Iasmin Issinov Beats & Grooves: QJ Премиера: 14 февруари 2011 по Джаз ФМ |
| 2012   | Белослава и Mr. Moon                                                      | No Matter (Mr. Moon Remix)                                             |                                  |                                                           | Песента е част от компилацията Various ‎– Vilarte Vol. 1 – Established 2006 дата: 28 май 2012 |
| 2011   | Белослава                                                                 |                                                                        |                                  |                                                           | Песента е част от пълнометражен филм „Мечо Пух“ на киностудио „Уолт Дисни“, 2011 г. |
| 2011   | Рут Колева с участието на Белослава                                       | На мен ми пука/ I care                                                 | Vitality Music                   | Текст                                                     | Песента е част от албума Within Whispers на Рут Колева година: 2011 |
| 2011   | Tri O Five с участието на Белослава Радослав Славчев                      | What's Going Down                                                      | Art Eternal Music Clinic Records |                                                           | Песента е част от албума Travelling – O1 Day Brake на Tri O Five година: 2011 |
| 2011   | Tri O Five с участието на Белослава Живко Петров                          | Make me feel                                                           | Art Eternal Music Clinic Records |                                                           | Песента е част от албума Travelling – O2 Night Out на Tri O Five година: 2011 |
| 2008   | Стан Колев с участието на Белослава                                       | All Alone                                                              |                                  |                                                           | Песента е част от компилацията Various ‎– Bedroom Beach, издател: Relaxator's Dance Company година: 2008 |
| 2005   | Стан Колев с участието на Белослава                                       | I Know (Original))                                                     | Outta Limits Production          |                                                           | 22 септември 2005 Формат: 2 × File, MP3, EP, „I Know / Obsession“ |
| 2005   | Стан Колев с участието на Белослава                                       | I Know (Tribal Dub))                                                   | Outta Limits Production          |                                                           | 26 септември 2005 Формат: 2 × File, MP3, Single, „I Know (Remixes)“ |
| 2005   | Спенс с участието на Белослава                                            |                                                                        |                                  | Текст                                                     | |
| 2004   | Ъпсурт с участието на Белослава                                           | Твойта майка също                                                      | Free Agents                      | Текст                                                     | Песента е част от албума Quattro на Ъпсурт година: 2005 |
|        | Спенс с участието на Белослава                                            |                                                                        |                                  | Текст                                                     | |
| 2003   | Спенс с участието на Белослава                                            |                                                                        | Sniper Records (7)               | Текст Архив на оригинала от 2017-10-03 в Wayback Machine. | Песента е част от албума Прекалено лично 2 на Спенс година: 2003 |
| 2002   | Кирил Маричков с участието на Белослава                                   | [ 37 ]                                                                 | Sniper Records (7)               | Текст                                                     | От филма „Най-важните неща“ 2001 г. Текст: Камен Петров музика: Кирил Маричков година: 2002 |
| 2001   | Deep Zone Project с участието на Белослава                                | I feel like I Am...                                                    |                                  |                                                           | музика: Dian Solo, Белослава, Rossko, Любомир Савов аранжимент: Dian Solo, Любомир Савов, Rossko текст: Ина Григорова година: 2001 |

### Награди и номинации
- 2013 г. – Награда на БГ Радио 2013 за БГ Изпълнителка.
- 2012 г. – Награда на БГ Радио 2012 за БГ Дует с Рут[39]
- 2008 г. – Номинация на БГ Радио 2008 за БГ Изпълнителка.
- 2004 г. – Награда на MM тв 2004 за Най-добра рап песен на 2004 г. – „И твойта майка също“[40]
- 2003 г. – Награда на БГ Радио 2003 за Изпълнителка на 2003 г.[41]
- 2002 г. – Награда на MM тв 2002 за Изпълнителка на 2002 г.[42]
- 2001 г. – Награда на MM тв 2001 за Изпълнителка на 2001 г.[43]
- 2001 г. – Награда на MM тв 2001 за Най-добра песен на 2001 г. – „Между две луни“[44]

## Социална ангажираност
Успоредно с професионалните си ангажименти, Белослава участва в редица обществено значими каузи:
- През 2016 – 2017 г. – Белослава и Йордан Йовчев са лица на Операция „Жълти стотинки“Архив на оригинала от 2018-12-28 в Wayback Machine. – национална дарителска кампания, създадена от VIVACOM Fund[45][46]
- През 2013 г. Белослава участва в благотворителен концерт в гр. Пловдив, посветен на борбата срещу рака на гърдата. Събитието е част от кампанията „От любов към живота“.[47]

## Личен живот
Освен на музиката Белослава е отдадена и на друго изкуство – Кулинария.
Заедно със съпруга си Евгени Йонов (скулптор) управляват и развиват Atelier Restaurant в София и VilArte hotel в Лозенец (област Бургас).
Дъщеря им Божидара е художник и развива своя собствена линия облекла с марката SQUARE.

## Шофиране в нетрезво състояние
Рано сутринта около 4:30 часа на 11 юли 2023 г. Белослава е арестувана от полицейски патрул в София за шофиране в нетрезво състояние. При проверка на място с дрегер са отчетени 1,25 промила алкохол в кръвта ѝ. Белослава е отказала да даде кръвна проба. По закон при над 1,2 промила се носи наказателна отговорност.
Преди време Белослава беше лице на кампанията „Не карам пил“.